# Terezín (Litoměřicei járás)
Terezín (németül Theresienstadt, magyarul: Terézváros) kisváros Csehország északi részén. Két évszázados történelmi nevezetessége a település alapjául szolgáló erődítmény, illetve az itt szinte folyamatosan üzemeltetett büntetésvégrehajtási intézmények.

## Története
A települést II. József alapította 1780-ban védelmi célokkal, nevét Mária Teréziáról kapta. A város a Habsburg Birodalom átalakulása után az Osztrák–Magyar Monarchia része lett, majd a trianoni békeszerződéssel megalakuló Csehszlovák Köztársasághoz került. Ekkortól lett Terezín a neve. A második világháború idején ismét Theresienstadt lett, mivel a Harmadik Birodalom fennhatósága alá került. A második világháború után a kommunista Csehszlovákia, ma Csehország városa.

## Testvérvárosok
- Dębno, Lengyelország
- Komárom, Szlovákia
- Strausberg, Németország (1998)

## Népesség
A település népessége az elmúlt években az alábbi módon változott:
| Lakosok száma | 3159 | 8140 | 8293 | 4491 | 3450 | 2930 | 2947 | 2924 | 2812 | 2863 |
|               | 1869 | 1890 | 1921 | 1950 | 1980 | 2001 | 2017 | 2019 | 2022 | 2024 |